# Guillem III de Sicília
Guillem III de Sicília (1185 - 1198) fou breument rei de Sicília durant deu mesos l'any 1194. Va ser l'últim rei normand que va governar al Regne de Sicília de la casa d'Hauteville.
Guillem va néixer el 1185, segon fill de Tancred de Sicília i de la seva esposa Sibil·la d'Acerra, i germà petit de Roger III de Sicília.
Al 24 de desembre del 1193, va morir el seu germà gran Roger III, l'hereu al tron, a l'edat de dinou anys. Tancred, el fill il·legítim de Roger II de Sicília, va ser nomenat simbòlicament Rei de Sicília. Poques setmanes després, el dia 20 de febrer del 1194, va morir. Aleshores el papa Celestí III el va nomenar rei de Sicília Guillem III de Sicília a Palerm, tot i que la seva mare va fer de regent durant el seu regnat. Guillem només tenia nou anys quan va ser nomenat rei.
Però l'emperador Enric VI del Sacre Imperi Romanogermànic va reclamar el tron de Sicília en dret de la seva esposa Constança I de Sicília, bestia de Guillem. Fins i tot, reclamaven aquest dret abans de la mort de Tancred.
Sibil·la va ser incapaç d'organitzar una resistència efectiva contra Enric VI i el seu exèrcit va conquerir el regne. A la fi d'octubre de 1194 Enric havia conquerit totes les parts del regne. El 20 de novembre Palerm va caure en mans de l'exèrcit d'Enric VI.
La seva mare va ser persuadida a rendir-se a canvi de la promesa d'Enric de la província de Lecce i del principat de Tàrent. Enric va ser coronat com a rei de Sicília el 25 de desembre del 1194 a la catedral de Palerm en presència de Guillem i la seva família.
Quatre dies després de la coronació, una conspiració contra el nou rei va ser descoberta, i moltes de les principals figures polítiques de Sicília van ser arrestades i empresonades a Alemanya. Entre els presos hi havia Guillem i la seva família.
Mentre que la seva mare i les seves germanes van ser posades en llibertat i van viure a França, no se sap amb certesa que va ser després de l'empresonament de Guillem. Algunes teories diuen que va ser encegat, castrat, o ambdues coses. Alguns diuen que va morir en captivitat uns anys més tard, i d'altres que va ser posat en llibertat i va fer-se monjo. Una altra teoria és que més tard va tornar a Sicília sota l'àlies de Tancredi Palamara i que el fill d'Enric, el rei de Sicília, Frederic II el va descobrir a Messina i el va fer executar l'any 1232. La data generalment acceptada de la seva mort és 1198.

## Avantpassats

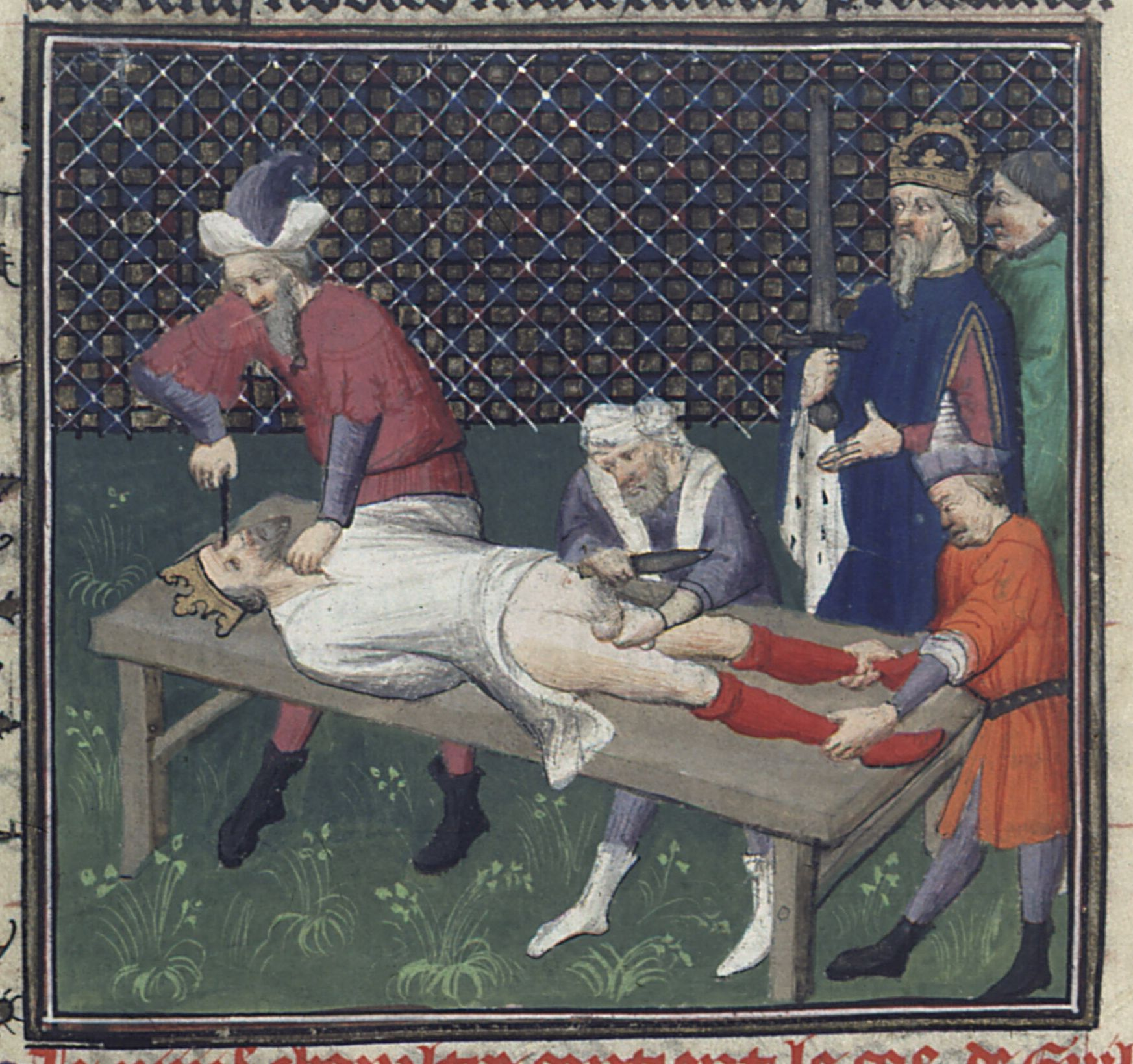
L'emperador Enric VI castrant i deixant cec el rei Guillem III. Il·lustració d'una edició de De casibus Virorum illustrium de Giovanni Boccaccio.

|  |                           |  |  |  |  |  |  |  |  |  |  |  |  |  |  |  |
|  | 16. Roger I de Sicília    |  |  |  |  |  |  |  |  |  |  |  |  |  |  |  |
|  |                           |  |  |  |  |  |  |  |  |  |  |  |  |  |  |  |
|  |                           |  |  |  |  |  |  |  |  |  |  |  |  |  |  |  |
|  | 8. Roger II de Sicília    |  |  |  |  |  |  |  |  |  |  |  |  |  |  |  |
|  |                           |  |  |  |  |  |  |  |  |  |  |  |  |  |  |  |
|  |                           |  |  |  |  |  |  |  |  |  |  |  |  |  |  |  |
|  | 17. Adelaida del Vasto    |  |  |  |  |  |  |  |  |  |  |  |  |  |  |  |
|  |                           |  |  |  |  |  |  |  |  |  |  |  |  |  |  |  |
|  |                           |  |  |  |  |  |  |  |  |  |  |  |  |  |  |  |
|  | 4. Roger III de la Pulla  |  |  |  |  |  |  |  |  |  |  |  |  |  |  |  |
|  |                           |  |  |  |  |  |  |  |  |  |  |  |  |  |  |  |
|  |                           |  |  |  |  |  |  |  |  |  |  |  |  |  |  |  |
|  | 18. Alfons VI de Castella |  |  |  |  |  |  |  |  |  |  |  |  |  |  |  |
|  |                           |  |  |  |  |  |  |  |  |  |  |  |  |  |  |  |
|  |                           |  |  |  |  |  |  |  |  |  |  |  |  |  |  |  |
|  | 9. Elvira de Castella     |  |  |  |  |  |  |  |  |  |  |  |  |  |  |  |
|  |                           |  |  |  |  |  |  |  |  |  |  |  |  |  |  |  |
|  |                           |  |  |  |  |  |  |  |  |  |  |  |  |  |  |  |
|  | 19. Isabel de Sevilla     |  |  |  |  |  |  |  |  |  |  |  |  |  |  |  |
|  |                           |  |  |  |  |  |  |  |  |  |  |  |  |  |  |  |
|  |                           |  |  |  |  |  |  |  |  |  |  |  |  |  |  |  |
|  | 2. Tancred de Sicília     |  |  |  |  |  |  |  |  |  |  |  |  |  |  |  |
|  |                           |  |  |  |  |  |  |  |  |  |  |  |  |  |  |  |
|  |                           |  |  |  |  |  |  |  |  |  |  |  |  |  |  |  |
|  | 10. Achard II de Lecce    |  |  |  |  |  |  |  |  |  |  |  |  |  |  |  |
|  |                           |  |  |  |  |  |  |  |  |  |  |  |  |  |  |  |
|  |                           |  |  |  |  |  |  |  |  |  |  |  |  |  |  |  |
|  | 5. Emma de Lecce          |  |  |  |  |  |  |  |  |  |  |  |  |  |  |  |
|  |                           |  |  |  |  |  |  |  |  |  |  |  |  |  |  |  |
|  |                           |  |  |  |  |  |  |  |  |  |  |  |  |  |  |  |
|  | 1. Guillem III de Sicília |  |  |  |  |  |  |  |  |  |  |  |  |  |  |  |
|  |                           |  |  |  |  |  |  |  |  |  |  |  |  |  |  |  |
|  |                           |  |  |  |  |  |  |  |  |  |  |  |  |  |  |  |
|  | 3. Sibil·la d'Acerra      |  |  |  |  |  |  |  |  |  |  |  |  |  |  |  |
|  |                           |  |  |  |  |  |  |  |  |  |  |  |  |  |  |  |
|  |                           |  |  |  |  |  |  |  |  |  |  |  |  |  |  |  |